# Pi ponderosa
El pi ponderosa (Pinus ponderosa), anomenat també en anglès: Ponderosa Pine, Bull Pine, Blackjack Pine, o Western Yellow Pine, és una espècie de pi molt estesa i variable nativa de l'oest d'Amèrica del nord. Va ser descrita per David Douglas el 1826. Pinus arizonica hi està estretament relacionat.
El Pinus ponderosa és l'arbre dominant en l'associació botànica d'A. W. Kuchler, el bosc arbustiu de Ponderosa. Està associat a les muntanyes, es troba a les muntanyes Rocoses i també a les Muntanyes Cascades, la Sierra Nevada dels Estats Units, i la serralada marítima de bosc de pi ponderosa de la costa del Pacífic.
Té una escorça molt diferenciada d'altres pins, ja que és de color taronja. Les fulles són aciculars molt llargues que creixen en grups de tres. Hi ha registrat oficialment un exemplar de pi Ponderosa de 69 m d'alt.

## Galeria

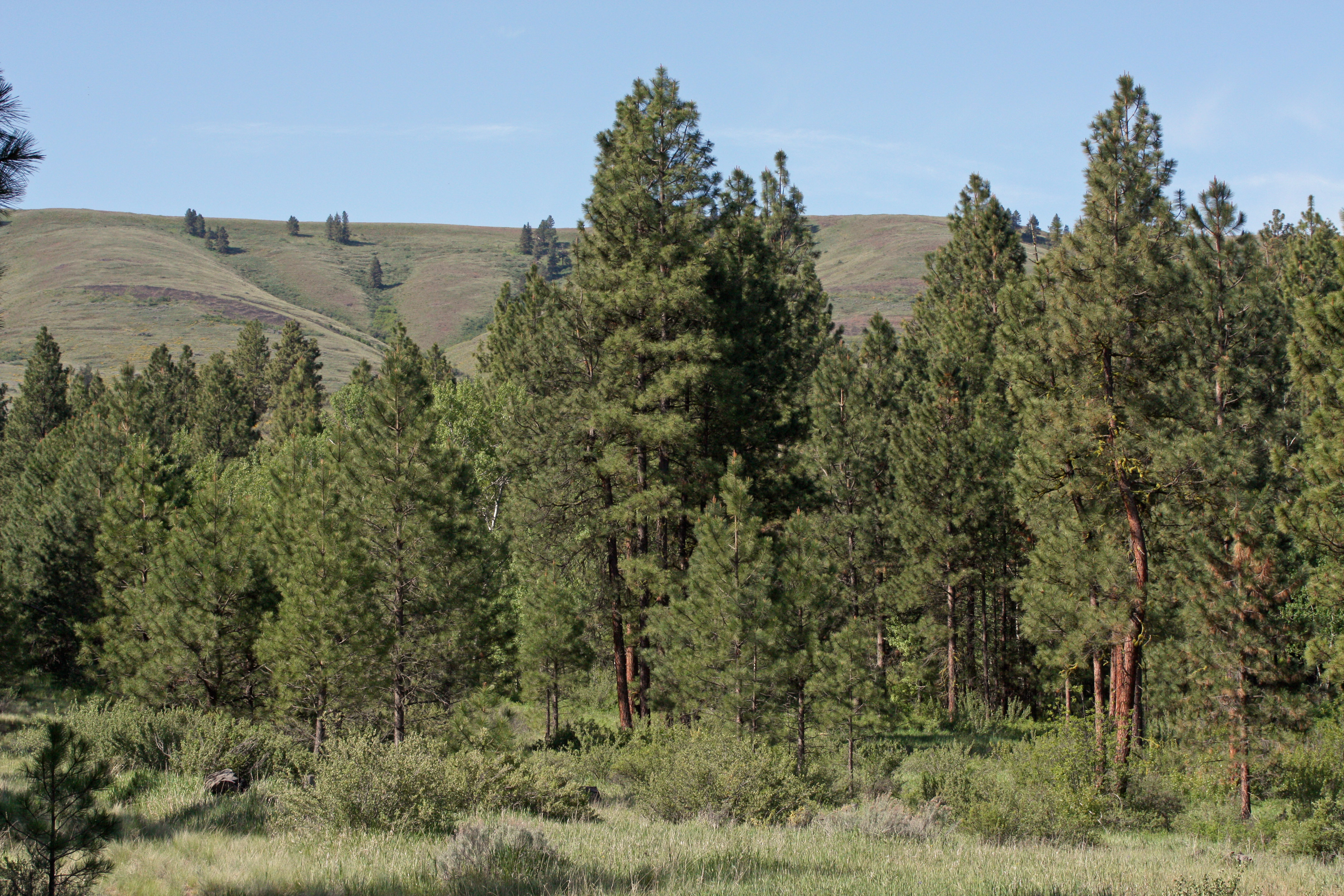
P. ponderosa subsp. ponderosa, Wenas Wildlife Area, Estat de Washington
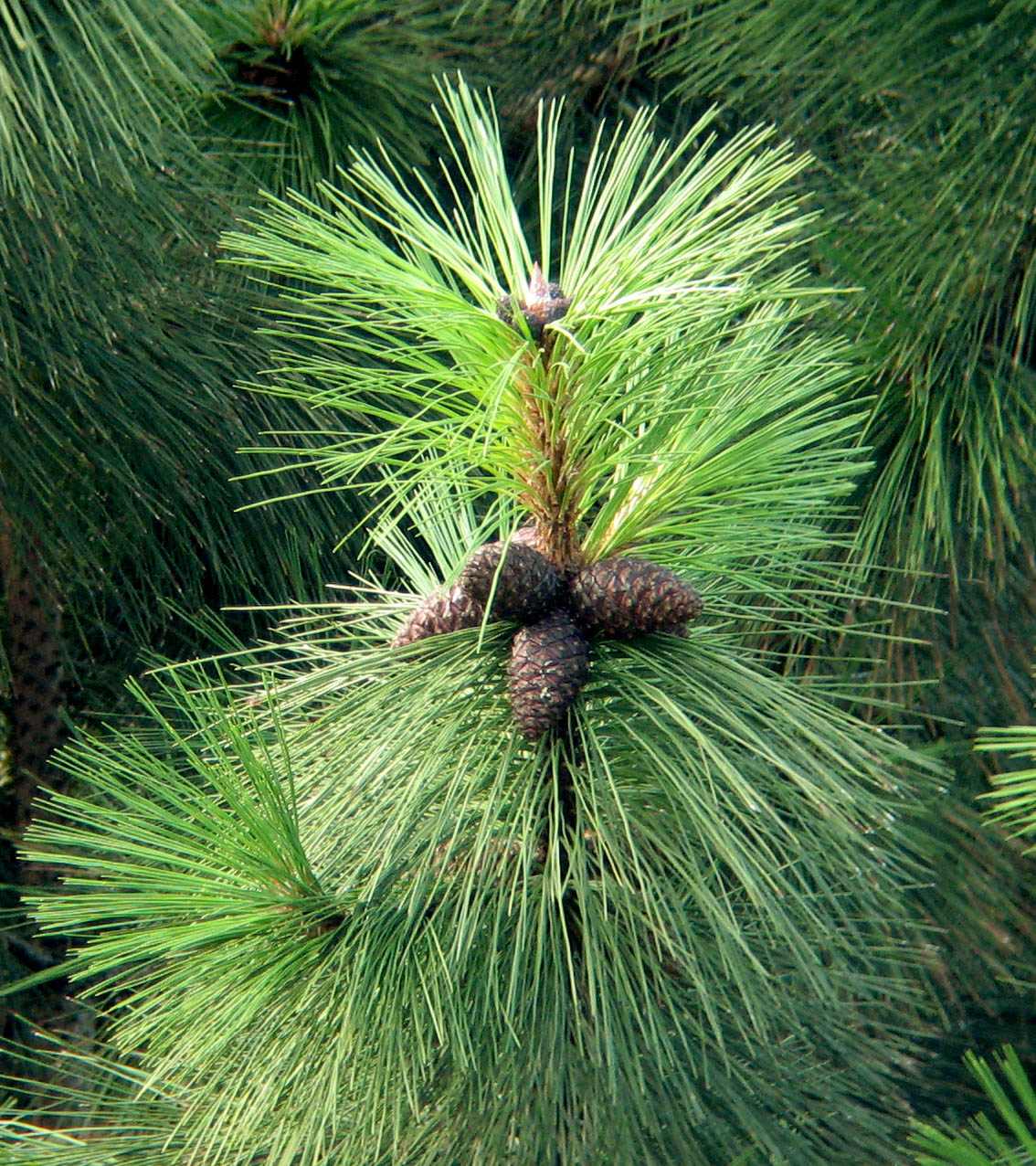
Fulles i pinyes
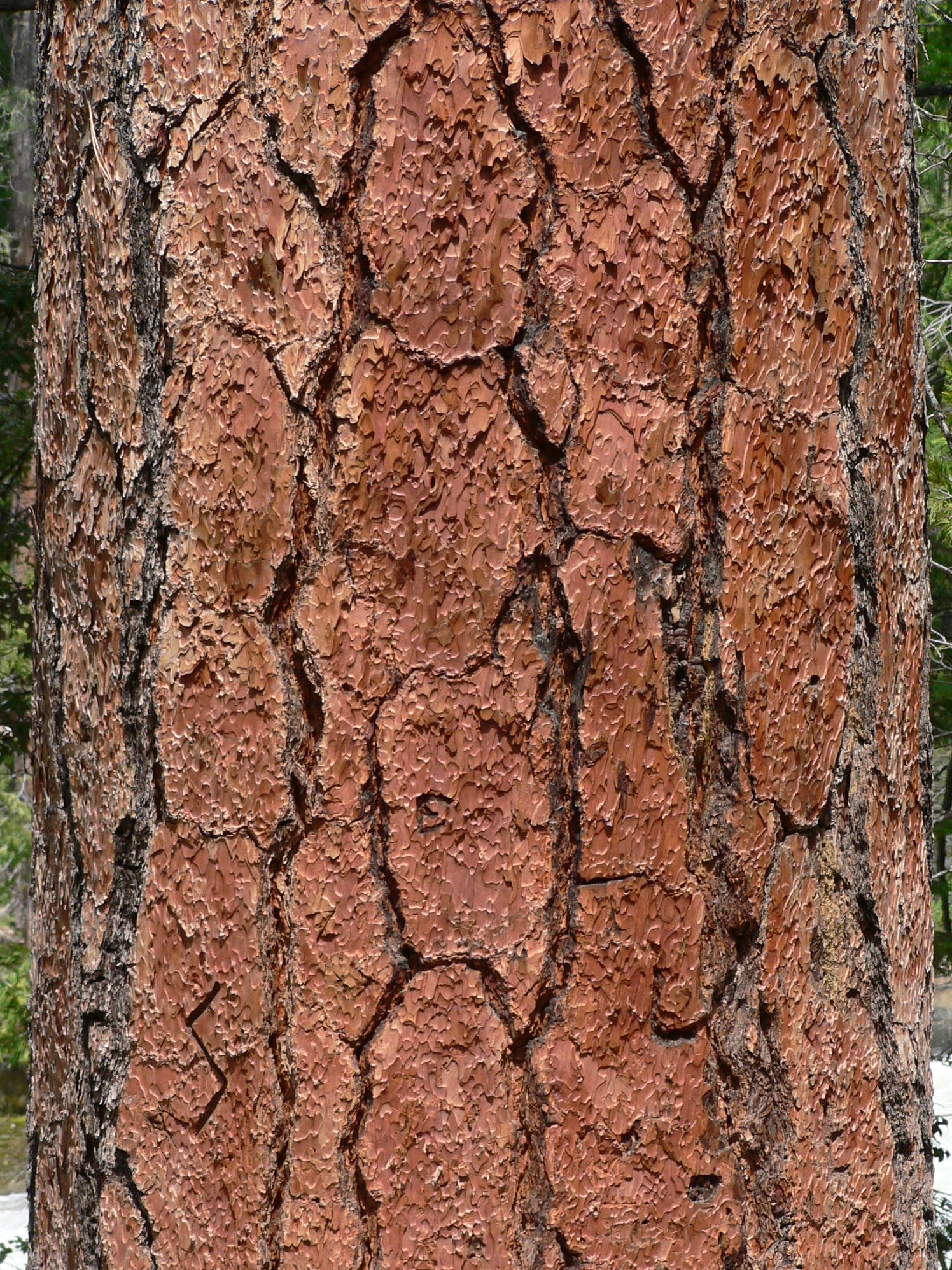
P. benthamiana, Parc Nacional de Yosemite